# 광주소프트웨어마이스터고등학교
광주소프트웨어고등학교(光州소프트웨어마이스터高等學校)는 대한민국 광주광역시 광산구 송정동에 위치한 공립 고등학교이다.

## 학교 연혁
- 1954년 5월 29일 : 송정여자상업고등학교 설립 인가 (3학급)
- 1954년 6월 1일 : 송정여자상업고등학교 개교(중ㆍ고 병설) 초대 교장 한이직 선생 취임
- 1979년 3월 1일 : 송정여자중학교와 병설 분리
- 1979년 12월 28일 : 학칙변경 상업과 5학급 인가(총 15학급)
- 1996년 3월 1일 : 광주여자전산상업고등학교로 교명 변경, 광주광역시 광산구 송정동 710-3번지로 학교 이전
- 2001년 3월 1일 : 광주전산고등학교로 교명 변경
- 2005년 5월 1일 : 교육인적자원부지정 사회복지사활용 정책 연구학교 선정
- 2008년 3월 3일 : 특수학급(청각장애) 1학급 신설
- 2014년 3월 1일 : 광주경영고등학교로 교명 변경, 학칙변경(학급당) 학년당 금융서비스과 2학급, 회계서비스과 2학급, 비서사무서비스과 2학급, 총 20학급(특수학급 3학급)
- 2015년 10월 : 교육부 지정 제11차 SW분야 마이스터고등학교 지정
- 2017년 3월 1일 : 광주소프트웨어마이스터고등학교로 교명 변경
- 2022년 6월 17일 : 인공지능과 학과 개편 승인 소프트웨어개발과 2학급, 스마트IoT과 1학급, 인공지능(AI) 1학급(총 학년당 4학급)
- 2023년 3월 1일 : 제28대 최홍진 교장 취임
- 2024년 1월 5일 : 제68회 71명 졸업(총 12,644명)
- 2024년 3월 4일 : 2024학년도 신입생 입학(72명)

## 설치 학과
- SW개발과
- 스마트IoT과
- 인공지능(AI)과

## 참고 자료
- 광주소프트웨어마이스터고등학교 - 한국교육학술정보원 학교알리미